# Nhân học cyborg
Nhân học cyborg là một ngành nghiên cứu sự tương tác giữa con người và công nghệ từ góc độ nhân loại học. Ngành học này cung cấp những hiểu biết mới về các tiến bộ công nghệ mới và ảnh hưởng của chúng đối với văn hóa và xã hội.